# SEAT Ibiza II
El SEAT Ibiza II es un automóvil de turismo del segmento B, esta segunda generación estuvo en producción desde 1993 hasta 2002 por el fabricante de automóviles español SEAT. Tuvo 2 pequeños restyling apenas apreciables y un tercero más profundo, que cambiaba por completo la estética del modelo.
Fue el SEAT Ibiza II el encargado de inaugurar la fábrica de Martorell. Hasta 1993, la actividad de SEAT se había concentrado en la Zona Franca de Barcelona pero la entrada en Grupo Volkswagen y la gran acogida de los nuevos modelos hicieron necesario un nuevo complejo industrial.

## Segunda generación (1993-2002)

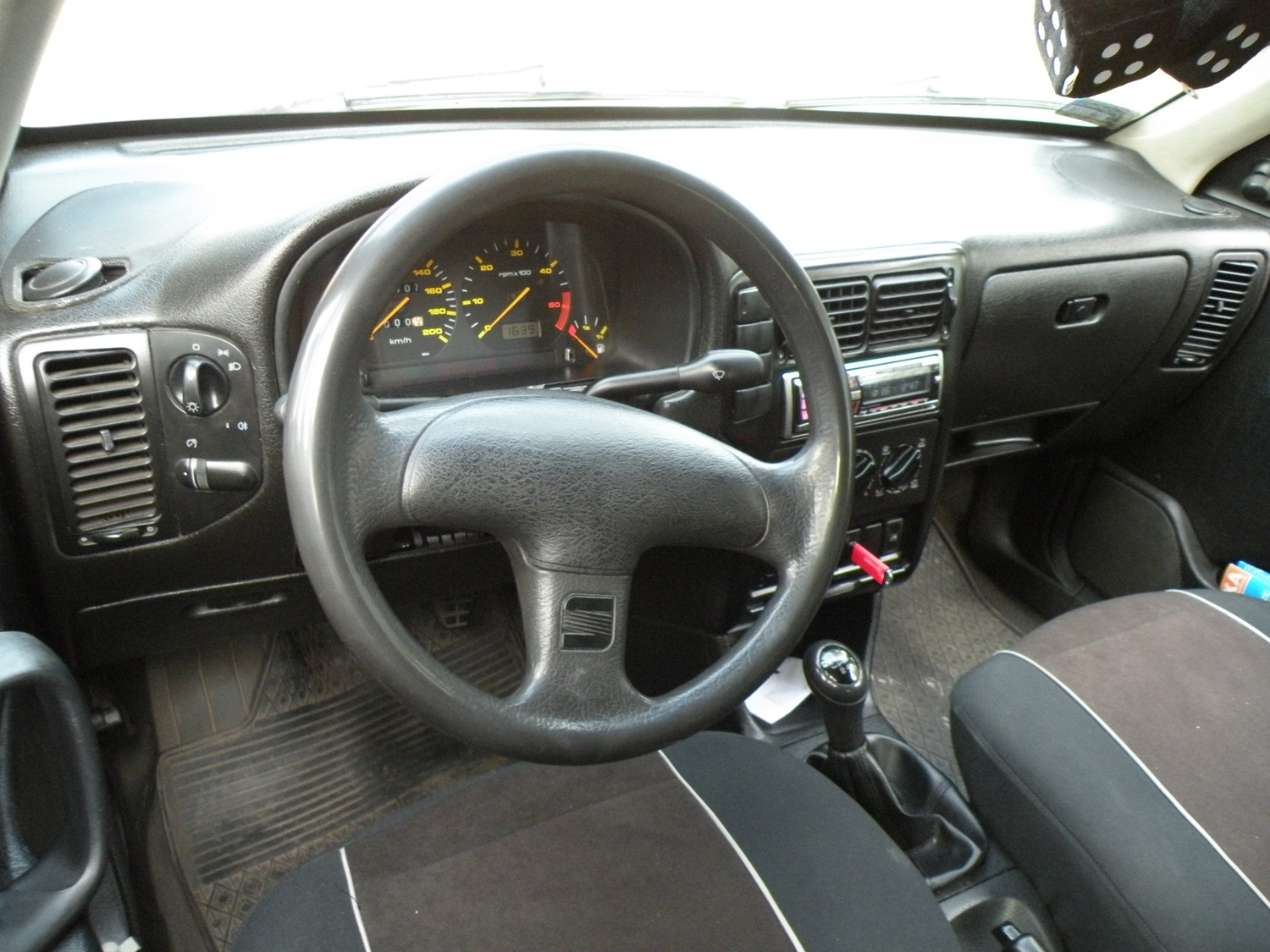
Interior del SEAT Ibiza II (versión de 1993).

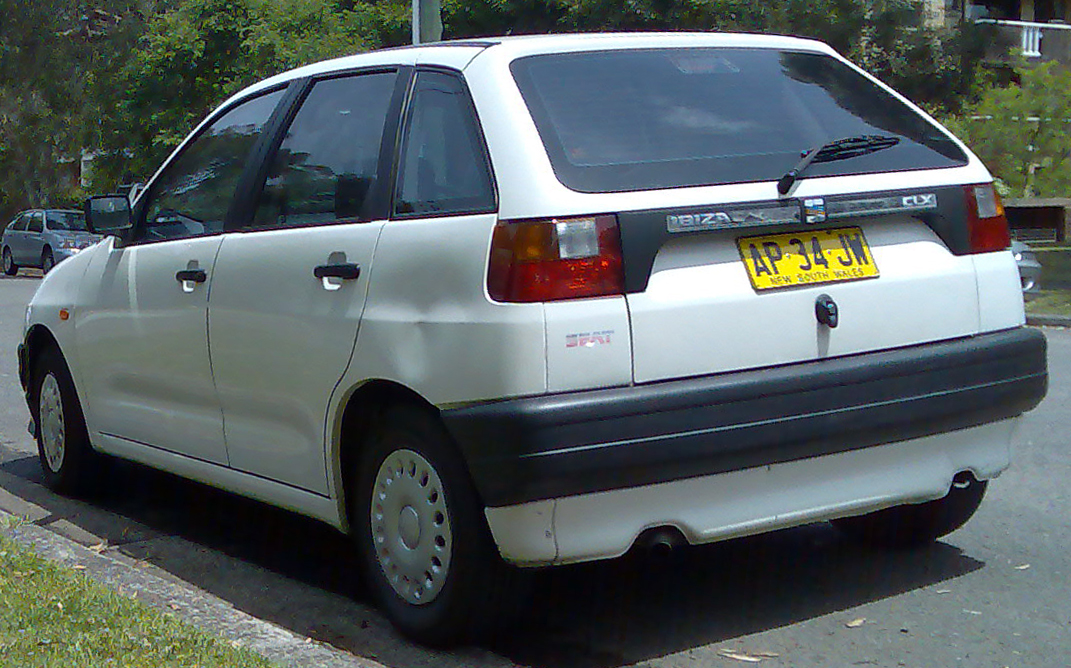
SEAT Ibiza Pre-restyling 1993. vista trasera de una de las primeras unidades con los intermitentes en color ámbar

Comercializada a partir de 1993, la segunda generación del SEAT Ibiza (modelo 6K) compartía plataforma y algunos elementos del interior- como el salpicadero completo- con el Volkswagen Polo III junto a soluciones mecánicas procedentes de modelos superiores del grupo VAG no presentes en el Polo. También tuvo dos rediseños: uno más ligero en que se incluyeron nuevos paragolpes, frontal y cambios en la gama (1996); y un rediseño más profundo en 1999, en el que cambiaron muchos componentes del exterior e interior, llegando a ser considerada por muchos como una tercera edición dada la gran cantidad de cambios. Esta serie adelantó la estética futura de todos los SEAT en adelante. Esta reestilización no compartió estampación ni interiores con ningún modelo de Volkswagen.
El Ibiza II dio a conocer a la marca en mercados exteriores como productor de uno de los automóviles jóvenes y rápidos (primeras versiones GTi y sobre todo los TDI de 110 CV) con alta calidad de construcción. En los mercados exteriores el comprador veía en el Ibiza II un Volkswagen Polo con más equipamiento y motor por el mismo precio, mientras que en el mercado interior español el automóvil eclipsó completamente las ventas de su primo.
Así el Ibiza II innovó, anticipándose a la tendencia de mercado de la generación posterior con un equipamiento y sofisticación mecánica reservada en la época a automóviles del segmento C, como motores de hasta 2.0 litros, 16 válvulas en gasolina, diésel de 110 CV y posibilidad o incluso compatibilidad de opciones imposible en otras marcas (por ejemplo, el Polo no podía montar simultáneamente motor diésel con aire acondicionado y dirección asistida). A partir de esta generación el Ibiza tuvo 3 derivados: el SEAT Córdoba; que era en versión sedan, el Córdoba Vario; que era la versión station wagon y el SEAT Inca; que era la versión furgoneta.

### Ibiza II 6K (1993-1996)

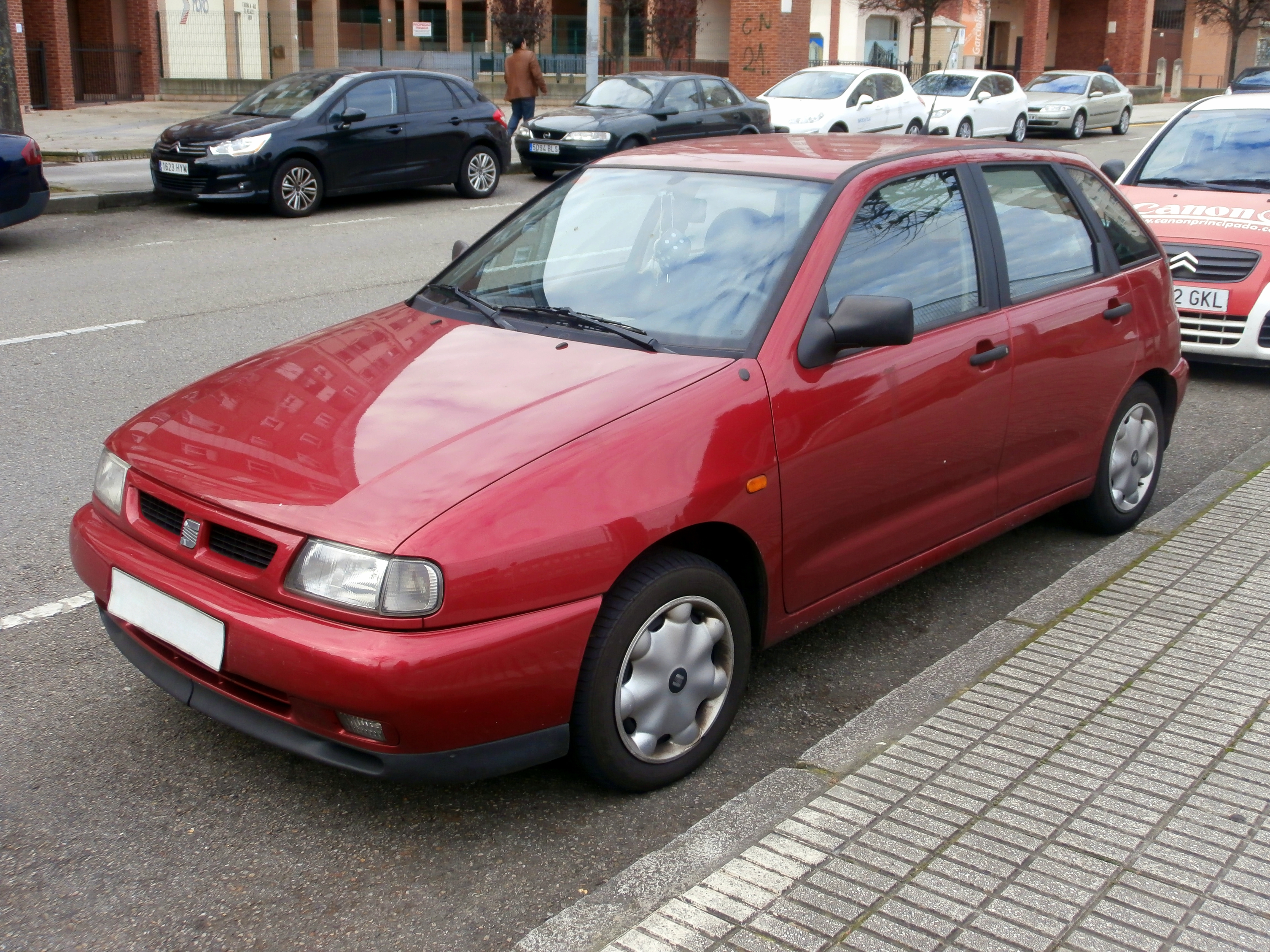
En 1995 hubo una pequeña actualización, que afectaría a los parachoques y logotipos, pero que pronto sería sustituida por otro rediseño a finales de 1996).

#### Acabados
Contaba con 4 acabados, CL, CLX , S, GLX y GT , también disponibles con la terminación "i" que eran los "EFI" (Electronic Fuel Injection). El logotipo EFI lo tenían en la parte baja de la puerta delantera. Si contaban con dirección asistida, tenían el texto Power Steering en el portón trasero. Las motorizaciones diésel eran conocidas como "ECO" (Turbo D), que venía escrito en las puertas delanteras.
- CL/CLI: Acabado básico. Estéticamente tenían las molduras más anchas, intermitentes delanteros y traseros en color ámbar en las primeras unidades.

- S/CLX/CLXI: Acabado medio. Estéticamente muy parecido al CL, pero con los intermitentes delanteros translúcidos y otras llantas con tapacubos diferentes.

- GLX/GLXI: Acabado alto (también disponible con cambio automático con el motor 2.0i 115 CV, denominado "Automatic 4"). Estéticamente tiene las molduras de los paragolpes más finas.

- GT/GTI: Acabado deportivo. Disponible con los motores de gasolina 2.0 8V (115 CV) y 1.8 16V (130 CV). Era conocida como la versión Twin Cam 16 Valve, con ese logotipo en las puertas. La versión diésel era conocida como Turbo D GT. Más tarde sería conocida como GT TD, con los motores 1.9 TD de 75cv. Estos modelos ganaron cierta fama por sus prestaciones, calidad de rodadura y buen chasis. Las primeras unidades tenían las molduras finas como el GLX pero con un reborde rojo, más tarde se le suprimirían las molduras en este acabado.

##### Ediciones especiales/Series limitadas
| 1993 | SEAT Ibiza Collage              |                    |  |  |  |
| |                                 |                    |  |  |  |
| 1995 | SEAT Ibiza Marina               |                    |  |  |  |
| Esta versión era muy particular se destacaba principalmente en el interior con tapicería incluyendo la moqueta del suelo y bandeja del maletero en azul, y en el exterior tenía sus logotipos correspondientes donde ponía Marina. |                                 |                    |  |  |  |
| 1995 | SEAT Ibiza Salsa                |                    |  |  |  |
| |                                 |                    |  |  |  |
| 1995 | SEAT Ibiza Cala                 |                    |  |  |  |
| |                                 |                    |  |  |  |
| 1994 | SEAT Ibiza Kenwood (Francia)    |                    |  |  |  |
| |                                 |                    |  |  |  |
| 1994 | SEAT Ibiza Impact (Reino unido) | CL y CLS exclusivo |  |  |  |

#### Motorizaciones
En el Ibiza II se empezaron a montar con los motores gasolina 1.0i (45 CV), 1.3i (54 CV), 1.6i (75 CV), 1.8i (90 CV) y 2.0i (115 CV) diésel : 1.9 D (64 y 68 CV) y 1.9 TD (75 CV). Al año siguiente 1994 se incorporaría el 1.8i 16V (130 CV) y el 1.4 i (60 CV) en lugar del 1.3 i (54 CV).
En 1996 el modelo sufre un pequeño rediseño y los nuevos motores que se montarán serán el 2.0i 16V (150 CV) en lugar del 1.8i 16V (130 CV), el 1.6i (101 CV) en lugar del 1.8 i (90 CV), el 1.4 i (60 CV), 1.0 i (50 CV) en lugar de 1.0 i (45 CV), 1,4i 16v (75 CV) y, en diésel, el 1.9 SDI (64 CV) y los 1.9 TDI (90 y 110 CV) en lugar de 1.9 TD (75 CV). En el momento de su aparición, no había ningún modelo en su categoría con motor de inyección directa y turbocompresor.

### Ibiza II 6K1 (1996-1999)

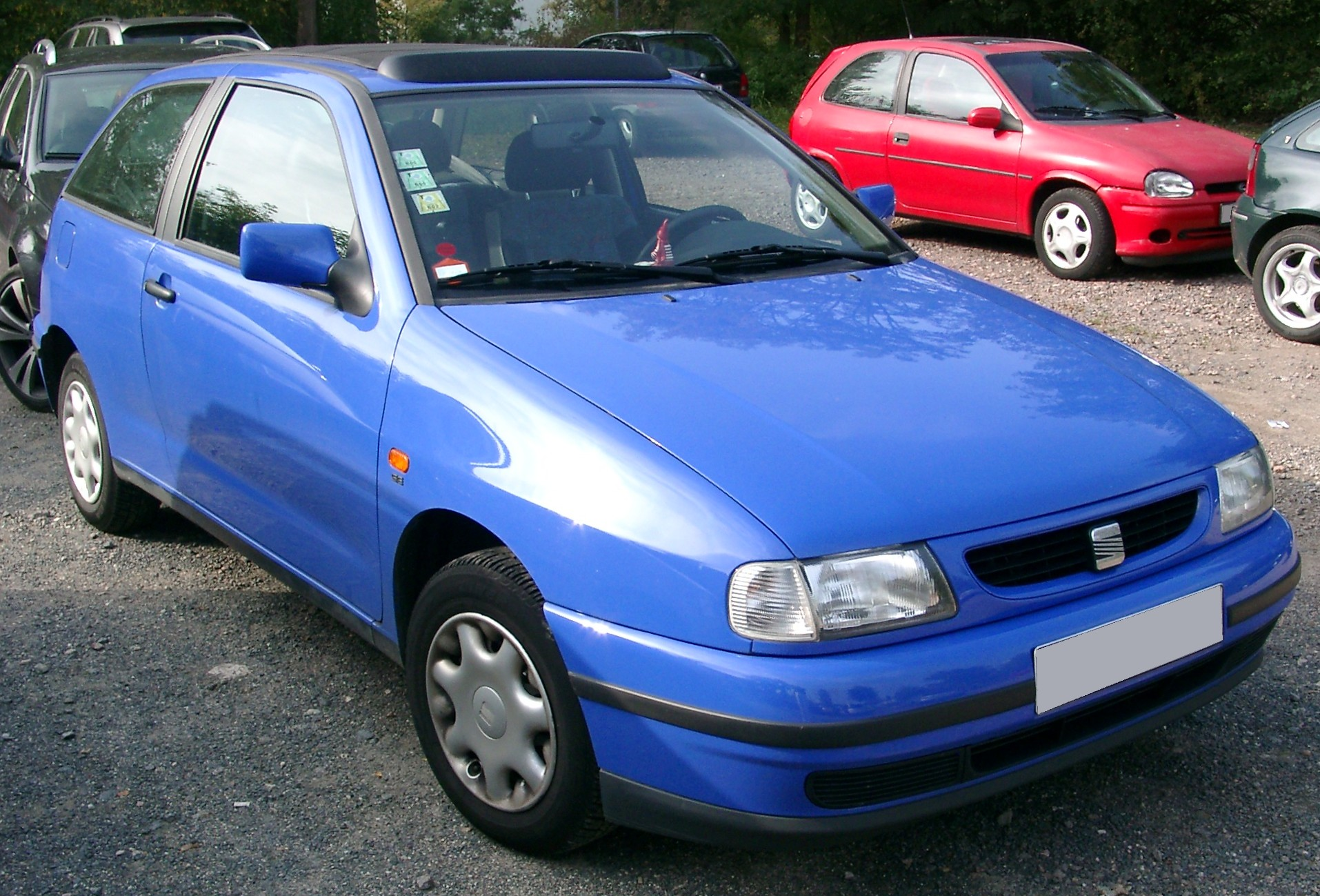
SEAT Ibiza 6k Restyling(1997) delantera y trasera.

#### Acabados
En 1996, con la llegada del rediseño (cuyo cambio más notable fueron los parachoques más redondeados y alisados), las denominaciones en principio eran tres: SE, SXE y GTI. Después llegarían versiones como el Cupra y Cupra 2.
- SE: Básico/medio en sustitución de los acabados CL y CLX

- SXE: Alto en sustitución al antiguo GLX

- GTI: Queda como inició la gama deportiva como cambio más importante se le incorpora el motor diésel GT TDI (1.9 110 CV).

##### Ediciones especiales/Series limitadas
| 1996 | SEAT Ibiza Cupra (Cup Racing 2.0 16 valves) | GTI |  |  |  |
| Edición especial de 1996 bajo el acabado GTI-16v, con el motor 2.0 litros de 16 válvulas y 150 CV que podía acelerar de 0 a 100 km/h en 8.2 segundos y llegar hasta los 217 km/h como velocidad punta denominado ABF, solo estaba disponible con la carrocería de 3 puertas, esta versión se creó para homenajear al Ibiza de competición el Kit Car. Exteriormente se diferencia con sus grandes vinilos específicos de la versión en color rojo, azul o blanco ubicados entre la aleta delantera y la puerta, y otro de menos dimensiones, también contaba con unas llantas blancas multiradio de 16", mientras que en el interior ofrecía una tapicería mixta de cuero y tela con detalles en azul. |                                             |     |  |  |  |
| 1998 | SEAT Ibiza Cupra 2 (World Rally Champion)   | GTI |  |  |  |
| A mediados de 1998 aparece la versión especial Cupra 2, exteriormente cambian los vinilos identificativos en efecto carbono y su ubicación ahora es en la zona baja de las puertas y portón trasero, incluye otros detalles con el efecto carbono siendo estas piezas los montantes de puerta, zona matrícula posterior y las molduras donde van los logos de SEAT Ibiza, las llantas son las mimas pero con las pinzas de freno pintadas en rojo. Mientras que el interior cambia la tapicería de los asientos, en cuero tela con detalles rojos incluyendo costuras en color rojo en volante, freno de mano y funda de marchas, el pomo en cuero con efecto de fibra de carbono con la palabra Cupra en rojo y cinturones de seguridad en color rojo. Equipa la misma motorización ABF, que la versión anterior. |                                             |     |  |  |  |
| 1996-1999 | SEAT Ibiza Passion                          |     |  |  |  |
| Este modelo apareció unos meses antes del rediseño. En el anuncio de TV fue publicitado por el bailarín Joaquín Cortés y ya continuaría dentro del rediseño hasta el año 1999, donde fue publicitado en el anuncio de TV por el torero Julián López, "el Juli". El modelo tenía el logotipo Passion en el lado derecho del portón trasero. |                                             |     |  |  |  |
| 1996-1998 | SEAT Ibiza Slalom                           |     |  |  |  |
| Disponible en 5/3 puertas con una pegatina que pone Slalom en el portón trasero y en la parte lateral trasera o en la puerta trasera según la versión. Tiene unos pequeños logos de una "S" con unas hojas alrededor en el montante de las puertas y en los asientos delanteros. En 1998 se le incorporaron otros tapacubos y la pegatina de Slalom sería diferente. |                                             |     |  |  |  |
| 1997 | SEAT Ibiza Hit                              |     |  |  |  |
| Edición limitada del Ibiza, se caracteriza por un vinilo con la palabra Hit |                                             |     |  |  |  |
| 1998-1999 | SEAT Ibiza Sport Edition                    | GTI |  |  |  |
| Edición limitada del año 1998/1999 con logos Sport Edition en la parte baja de la puerta trasera con accesorios de SEAT Sport, parachoques delantero del Kit aerodinámico. |                                             |     |  |  |  |
| 1998 | SEAT Ibiza Open Air                         | SE  |  |  |  |
| Montaba el motor 1.4i 65 CV en acabado SE 3p y tenía el techo solar de lona. Esta versión continuó con el rediseño. |                                             |     |  |  |  |
| 1996 | SEAT Ibiza Marie Claire (Bélgica)           |     |  |  |  |
| |                                             |     |  |  |  |
| 1998 | SEAT Ibiza Latino (Bélgica)                 |     |  |  |  |
| |                                             |     |  |  |  |
| 1998 | SEAT Ibiza SUN & FUN (Alemania)             |     |  |  |  |
| |                                             |     |  |  |  |
| 1998 | SEAT Ibiza Evo 1 (GT TDI 110 HP) Bélgica    | GT  |  |  |  |
| Serie Especial. Disponible en amarillo, blanco, azul y negro con logos correspondientes al modelo más el texto "Ibiza" ocupando todo el lateral. En el interior destacan los cinturones de seguridad en rojos. En octubre llega el "Evo 1.6" (Six-Speed), edición limitada de 30 copias. Las diferencias con la anterior versión es que solo está disponible en amarillo solo con el logo identificativo del modelo, incorpora una caja de cambios de 6 velocidades de origen Audi, los parachoques pasan a ser del Kit, tiene un alerón alto en techo y toma de aire en el capó más techo solar. |                                             |     |  |  |  |
| | SEAST Ibiza GTI Cupra Sport (Reino unido)   | GTI |  |  |  |
| La versiones del Ibiza Cupra en Reino unido se le demonio comercialmente GTI Cupra Sport, el cual integraba unos pequeños logos con la inscripción SEAT Cupra Sport en las aletas delanteras. |                                             |     |  |  |  |
| 1997 | SEAT Ibiza Cupra Sport F2                   | GTI |  |  |  |
| Fue presentado durante el Salón de Birmingham de 1997. Se trata de la versión de calle del Ibiza Kit Car, creado para poder homologar el Ibiza diseñado para competir en la categoría F2 del WRC. Hasta antes sólo contaban con modelo GTI, pero que por sus características de potencia no podían ser usados para homologación del modelo de carreras. Mantiene todos elementos, como son los abultados pasos de rueda, los paragolpes con amplias tomas de aires, los espejos retrovisores exteriores de competición y la toma de aire en el capó delantero. La principal novedad respecto al coche de carreras son las inéditas llantas de aleación, presumiblemente de 17 pulgadas, y el color cobre de su carrocería. Parece ser que el modelo no pudo ser homologado y nunca fue vendido como vehículo comercial aunque unos pocos afortunados lo adquirieron para competir. El éxito de este modelo en ventas y también de su versión de competencias al hacerse con los títulos mundiales de su categoría en 1996, 1997 y 1998 hicieron que SEAT pensará en llevar el mismo coche de rally a la calle, bajo el nombre de SEAT Ibiza CUPRA Sport F2. Tal auto era meramente el coche de rally, pero con los ajustes necesarios para ser usado en la calle. Llevaría motor de 200 hp, kit de carrocería ensanchado, tomas de aire funcionales, y todo lo necesario para divertirse en el circuito. Sin embargo, los costos de su desarrollo hicieron que tal sueño se frustrara. |                                             |     |  |  |  |
| 1999 | SEAT Ibiza Wild Wind (Alemania)             |     |  |  |  |
| Edición limitada solo disponible en color azul con techo de lona como en la versión Open Air y con vinilos identificativos Wild wind con del dibujo de una ola en las aletas traseras y portón. Llevaba el motor 1.4 de 60 CV. |                                             |     |  |  |  |

### Ibiza II 6K2 (1999-2002)

#### Acabados

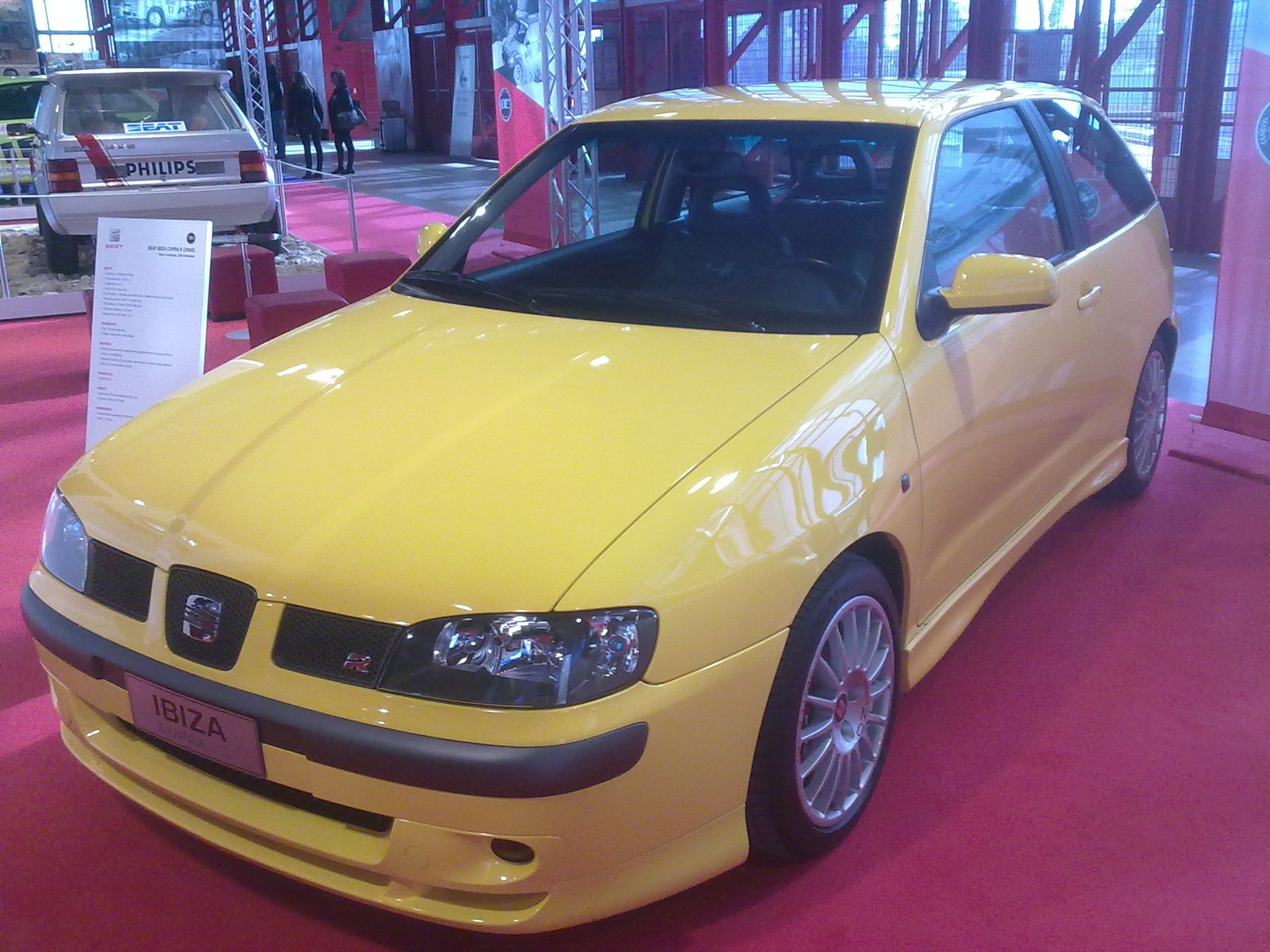
SEAT Ibiza Cupra de segunda generación, con el diseño de 1999.

A mediados del año 1999 recibe un gran lavado de cara tanto exterior (paragolpes, capó, faros) como el interior con un nuevo salpicadero, el modelo paso a denominarse con el código (modelo 6K2). Los acabados pasan a ser 4 y se denominan Stella, Signa, Sport y Cupra. Un poco más tarde llegaría el Cupra R como tope de gama.
- Stella: Básico/medio

- Signa: Alto

- Sport: Este acabado es el deportivo básico. Disponible en 3 y 5 puertas, con un mejor equipamiento que los anteriores. Tiene taloneras que le dan un aspecto más deportivo.

- Cupra: Deportivo, finalmente en sustitución a los GTI, Cupra pasa de ser una versión a ser un acabado con una apariencia más agresiva, entre detalles con los faros delanteros oscurecidos y paragolpes diferentes más deportivos con los antinieblas redondos y salida de doble escape, y unas llantas de 5 radios en 16", en el interior destaca con sus asientos de cuero/tela. Montaba el motor 1.8 20VT del grupo VAG en versión de 156 CV.

- Cupra R: Deportivo tope de gama, 2001 fue desarrollado por SEAT Sport y a diferencia del Cupra lleva las molduras de los parachoques de color carrocería con unas llantas OZ Superturismo de 16", y equipa el motor 1.8 20VT en versión de 180 CV.[7] En el interior la diferencia son detalles como los cinturones rojos o los asientos de cuero con los logos SEAT Sport bordados en el respaldo. Fue una serie limitada a 200 unidades, de ellas 25 para España y 75 para UK, exclusivamente en este último mercado las molduras de los parachoques eran negras, en vez de en color carrocería como en el resto de países.[8]

##### Ediciones especiales/Series limitadas
| 2001 | SEAT Ibiza Sports Limited | Sport |  |
| versión especial del año 2001 con motorizaciones 1.4 16v y 1.9 TDi con llantas de aleación de 15" y 5 radios y un vinilo en la zona trasera con la palabra Sports limited que identifica la versión. |                           |       |  |

### Prototipos
- En 1993 apareció el prototipo eléctrico del Ibiza, que incorporaba un motor eléctrico de 23 kW, y que alcanzaba una velocidad máxima de 95 km/h.[9]

- Souleiado (1995): se trata de un Ibiza multicolor del estilo de los Volkswagen Harlekin.

- Cabriolet: Continuó el proyecto que empezó la anterior generación de hacer un Ibiza descapotable. Se hicieron varios prototipos que no fueron presentados al público. Al final el proyecto pasaría a desarrollarse sobre el SEAT Córdoba, ya que al ser la variante sedán sería más fácil de acoplar la capota. Al final se consiguió hacer un modelo prototipo listo para la producción pero fue descartado y no salió a la luz. Actualmente estos prototipos descansan en la nave A-122 de SEAT.

### Seguridad
El SEAT Ibiza II realizó las pruebas de choque de la EuroNCAP en el año 2000, y consiguió una calificación de 3 estrellas:
| Ocupantes adultos: | 3/5 estrellas |
| Peatones:          | 2/4 estrellas |

### Premios
- Coche del Año de 1994 en España.[11]
- Premio Carro do Ano de 1994 en Portugal.[12]
- Coche Universitario del Año de 1995 y 1996 en España.[13]

### En otros mercados
Variantes
- Entre 1996 y 2002, el SEAT Ibiza de segunda generación fue producido en Sudáfrica renombrado bajo la marca Volkswagen como «Volkswagen Polo Playa». El Polo Playa era exactamente igual al Ibiza con algunas modificaciones entre las que se encontraban una nueva calandra, intermitentes ámbar, portón trasero y paragolpes trasero con el hueco para la matrícula, solo estaba disponible con la carrocería de cinco puertas.

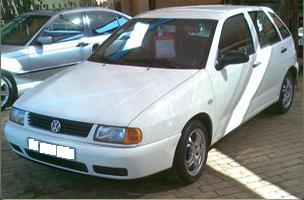
Volkswagen Polo Playa.

- Las variantes con carrocería sedán y familiar se vendieron bajo la denominación SEAT Córdoba, Córdoba Vario y bajo la marca Volkswagen como Volkswagen Derby/Volkswagen Polo Classic según los mercados (p.ej. Europa Occidental, Sudáfrica y China).

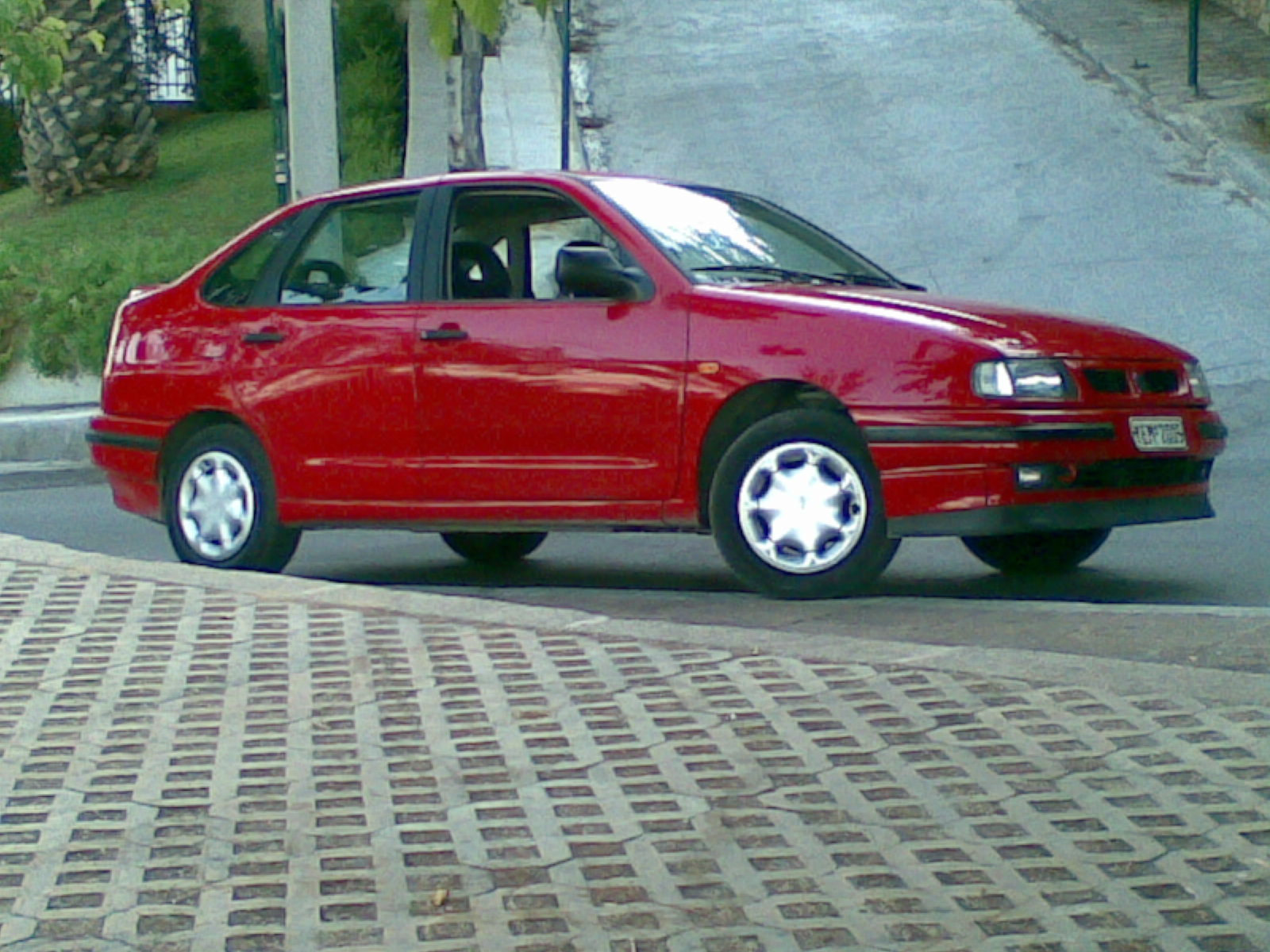
SEAT Cordoba.
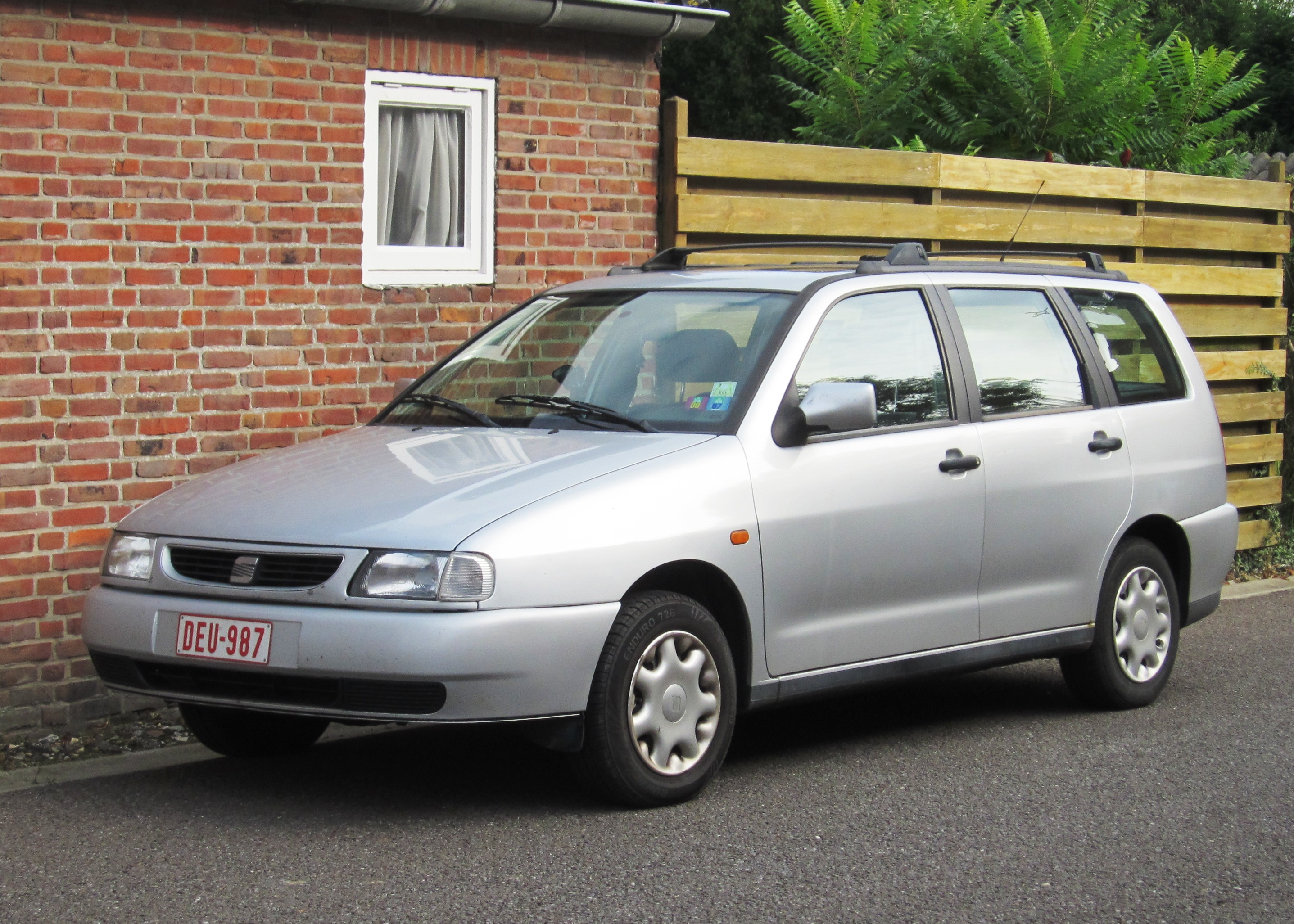
SEAT Cordoba vario.
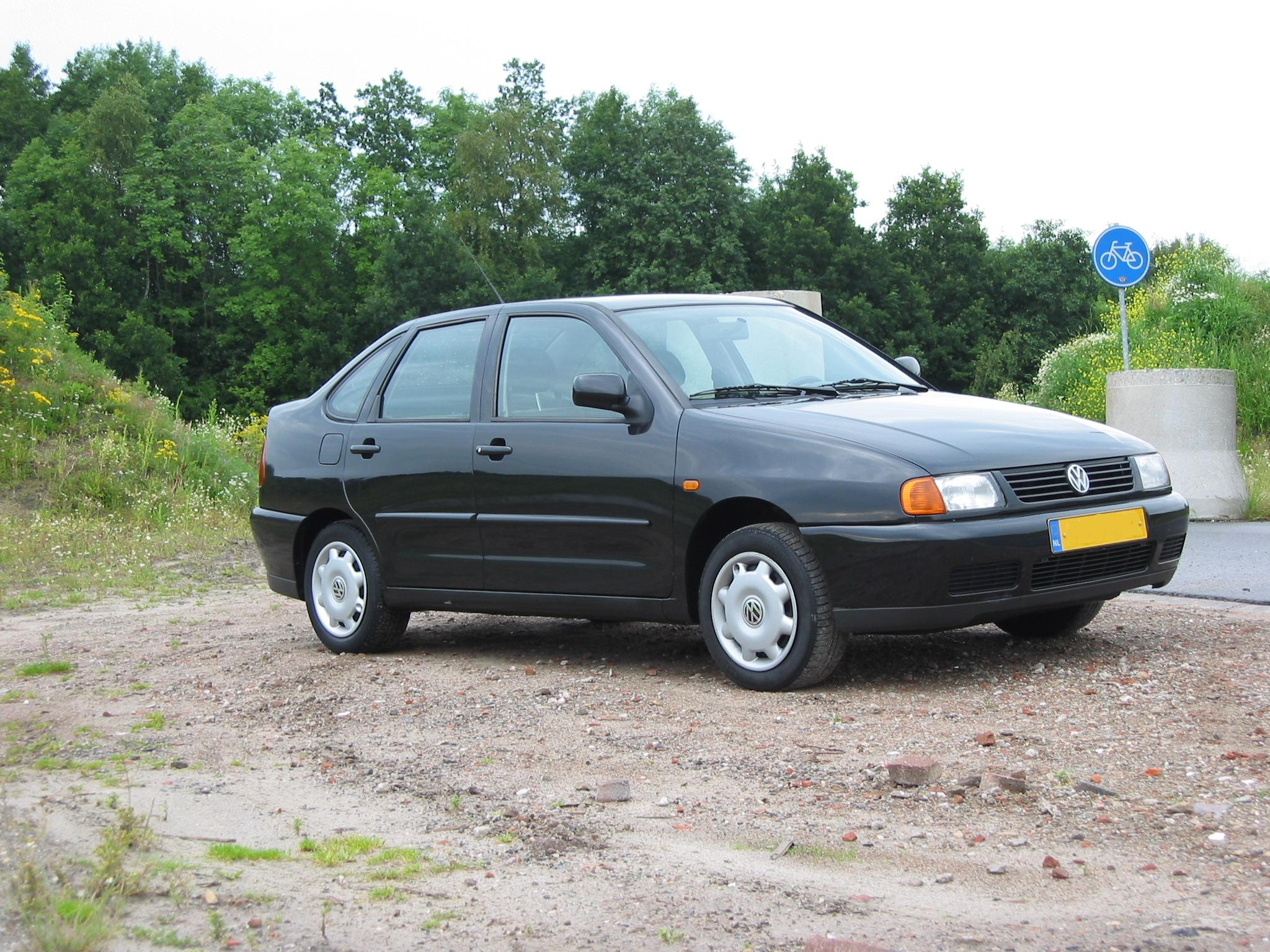
Volkswagen Polo Classic.
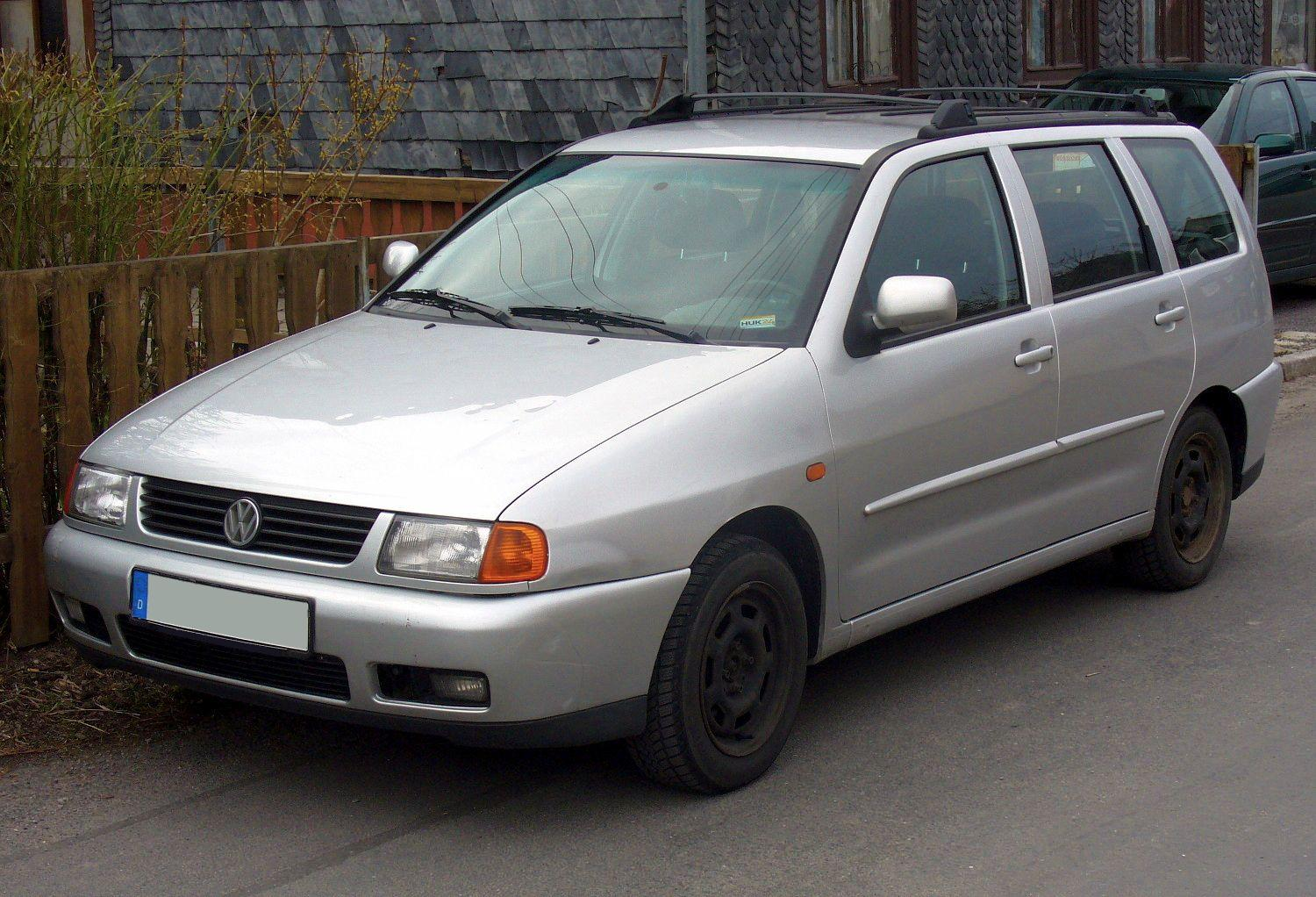
Volkswagen Polo Variant.

- Las variantes en carrocería furgoneta se vendió con la denominación SEAT Inca y bajo la marca Volkswagen como Volkswagen Caddy.

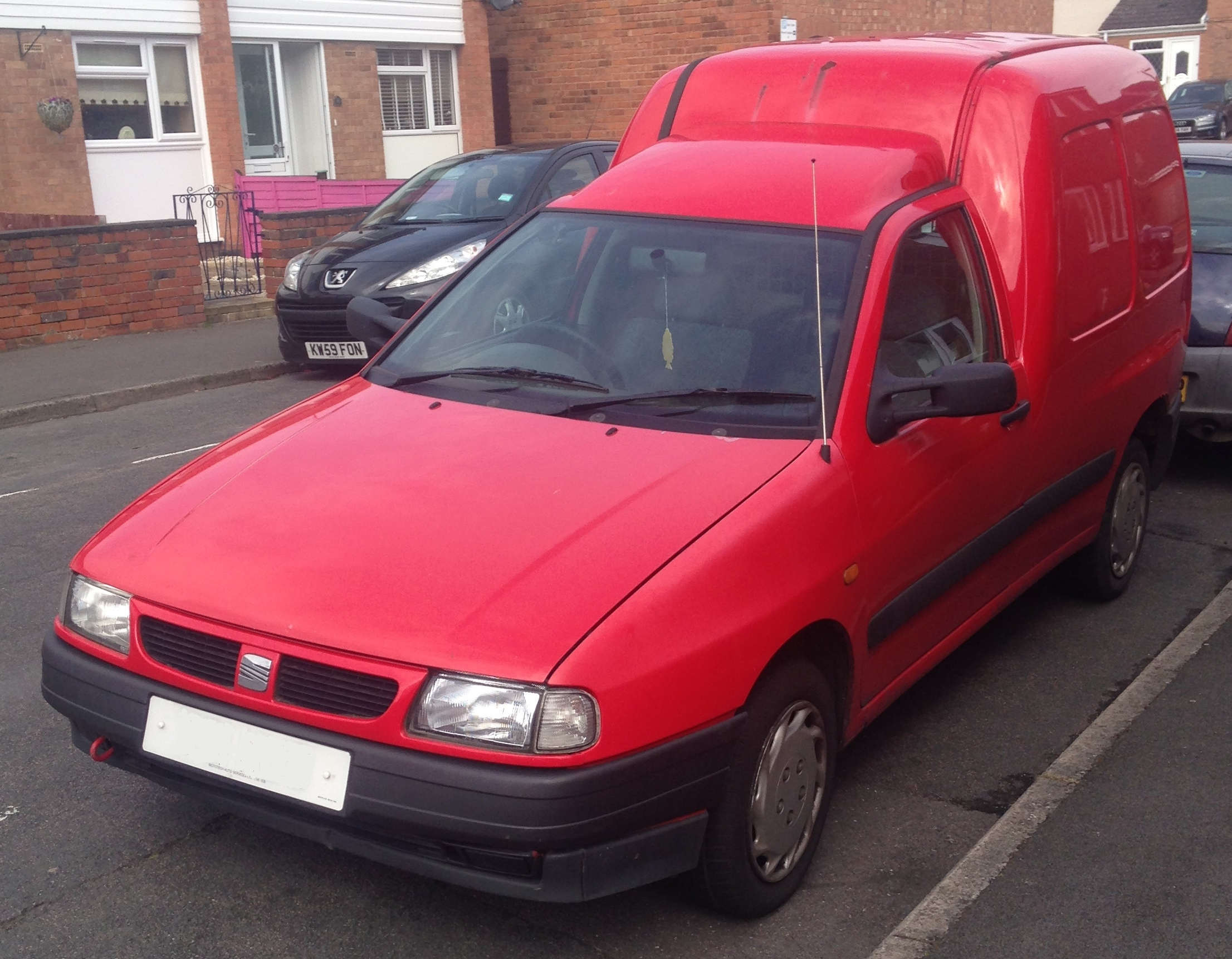
SEAT Inca.
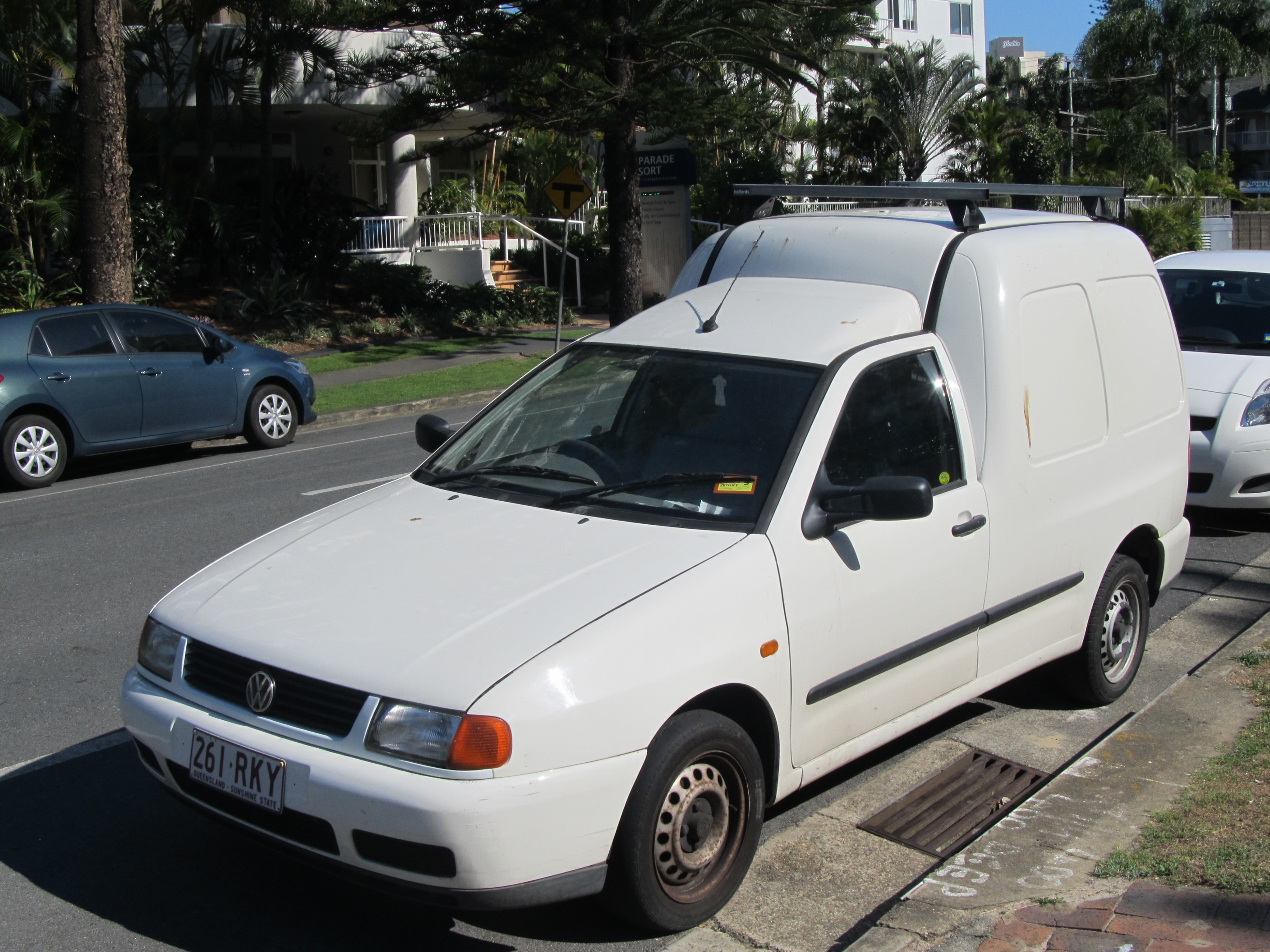
Volkswagen Caddy.

### Competición
- Copa 1995 con el 16V, La copa Ibiza venia ya de la anterior generación del modelo, pero en 1995 fue cuando empezó con esta generación con el motor 1.8i 16v, después se actulizo con el motor 2.0i 16v años después se continuó con otras generaciones del modelo. Destaca también el campeonato Micro de 1994/1995 creado por SEAT denominado copa SEAT Ibiza Micro.

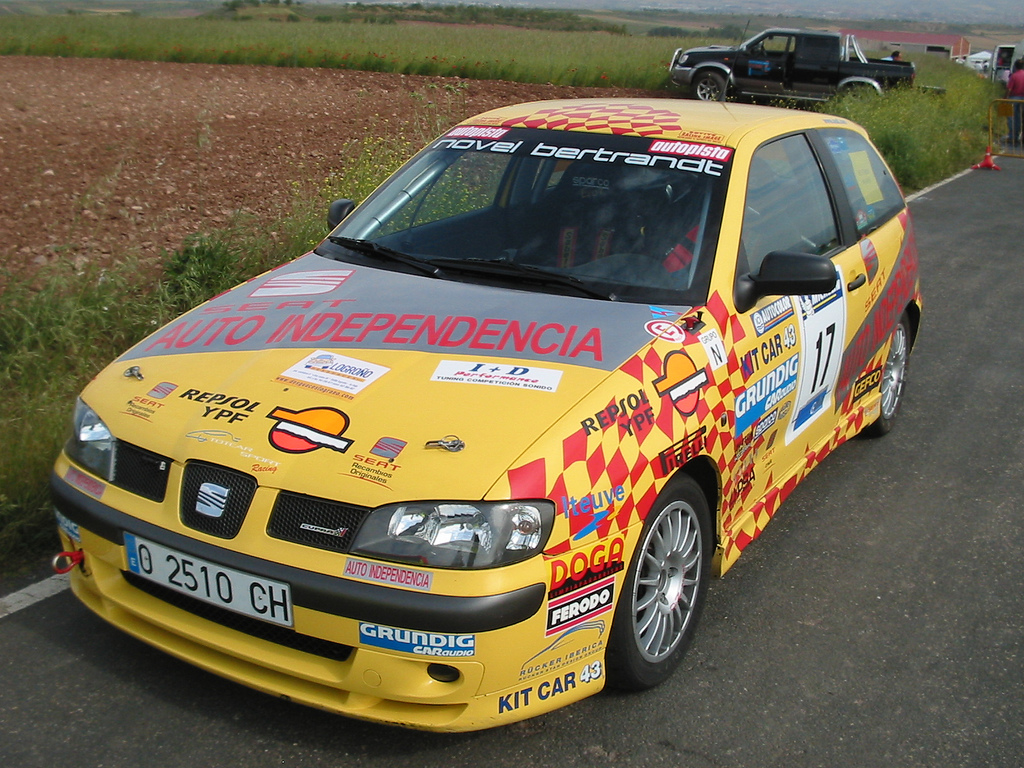

- Kit Car de 1996. SEAT dejó patente en 1997, por segundo año consecutivo, su dominio absoluto en la categoría que agrupa a los vehículos de tracción a un solo eje y motor atmosférico de un máximo de dos litros de cilindrada.

En 1996, con el Ibiza "Kit Car", SEAT Sport logró lo que parecía impensable al principio de la temporada. Con el cántabro Jesús Puras y Erwin Weber como pilotos -en el RAC se reforzó además con el finlandés Harri Rovanpera, que resultó decisivo, y en algunas pruebas con el andorrano Ferrán Fnt-, la firma española se hizo con el título mundial de marcas de Fórmula 2 frente a equipos mucho más experimentados, como el francés Renault y el checo Skoda. Esta temporada SEAT ha revalidado este galardón con tres pilotos: Erwin Weber, Harri Rovanpera y el español Oriol Gómez. El equipo español ha ganado hasta ahora seis de los rallyes disputados: Argentina (Rovanpera), Acrópolis (Gómez), Nueva Zelanda (Gómez), Finlandia (Rovanpera), Indonesia (Rovanpera) y San Remo (Rovanpera), todos ellos con el Ibiza Kit Car Evo-2. Este Ibiza cuenta con un motor 2.0 que entrega 280 cv de potencia a un peso de 960 kg.

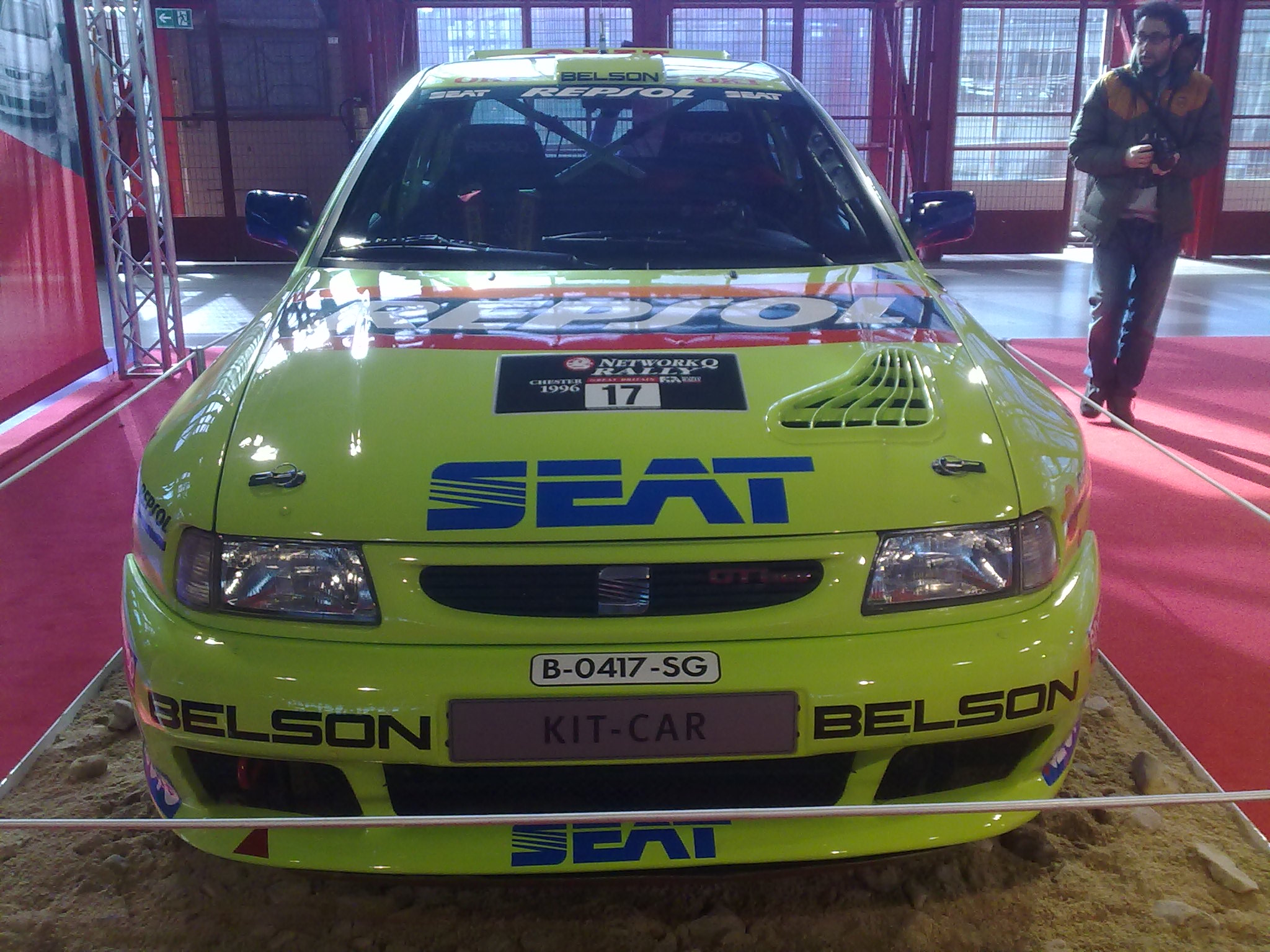
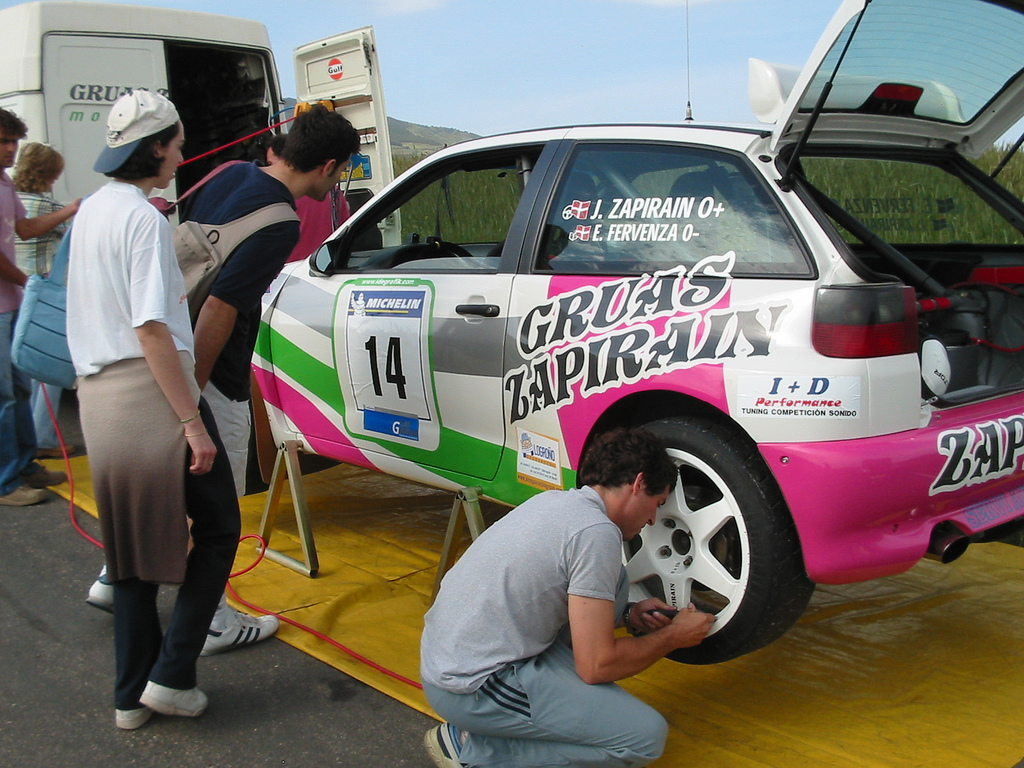

- Schlesser: de 1996/1997. Se trata de un Ibiza de segunda generación transformado a un estilo buggy para competir en el Dakar.[14][15]